# Мульвиев мост
Мульвиев мост, Мульвийский, Мильвийский мост, Мост Мильвио, или Понте Молле лат. Pons Mulvius, итал. Ponte Milvio, Ponte Molle) — мост через реку Тибр в Риме на древней Фламиниевой дороге (Via Flaminia), проложенной в I в. до н. э. и соединявшей Рим с Ариминумом (современный Римини) на берегу Адриатического моря.

## Мульвиев мост в античности и в средневековье
Первоначально деревянный мост упоминается Титом Ливием в 207 г. до н. э. Каменный мост был построен в 109 г. до н. э. цензором Марком Эмилием Скавром. Важный в стратегическом отношении мост стал свидетелем многих исторических событий, самое знаменитое из которых — битва между узурпатором Максенцием и претендентом Константином (Константином I Великим) в 312 г. н. э. В 63 г. до н. э. на мосту была организована засада на послов племени аллоброгов, благодаря которой удалось получить доказательства для подавления заговора Катилины.
Мост состоит из шести арок, сложенных из квадров известнякового туфа (Grotta Oscura), и облицован плитами травертина.
Расположение Мульвиева моста в северной оконечности Марсова поля делало его местом, где веками тренировались римские легионеры, там же полководцы собирали войска как для обороны города, так и для того, чтобы выступать в завоевательные походы или карательные экспедиции. Здесь же они останавливались на обратном пути и разбивали лагерь, ожидая решения Сената в отношении результатов кампании и получения права на триумф. По другую сторону от Мульвиева моста устраивали стоянки те, кто приходил завоевывать Рим. Поэтому Мульвиев мост часто оказывался в центре самых драматических событий римской истории. По этому мосту в Рим входили в качестве завоевателей и триумфаторов Гай Юлий Цезарь (вскоре после перехода Рубикона) и Карл Великий в 799 году для коронации как императора франков.
Мульвиев мост сохранил стратегическое значение и в послеантичную эпоху, что не всегда шло ему на пользу. В 538 г. н. э. он был сильно повреждён во время боевых действий между готами и византийским экспедиционным корпусом Велизария, что повторялось во время вооружённых стычек между кланами Орсини и Колонна в 1335 году, а также и в апреле и мае 1849 году, когда мост пострадал от воинов Джузеппе Гарибальди, которые взорвали часть моста, чтобы защитить город от французских захватчиков. Мост восстановили только в 1870 году.

## Мульвиев мост как памятник истории христианства
Битву между Максенцием и Константином у Мульвийского моста 28 октября 312 года считают одной из важнейших дат — началом истории христианской Европы. Согласно легенде, изложенной Евсевием Кесарийским, перед сражением императору Константину было знамение Креста в небе и солнечном сиянии с надписью «лат. In hoc signo vinces» («Сим победиши», букв. «Сим знаком победишь»; в тексте Евсевия эти слова приведены по-гречески: «(ἐν) τούτῳ νίκα»). Сначала Константин не понял значения хризмы, но на следующую ночь ему приснился сон, в котором сам Христос объяснил ему, что он должен использовать крестное знамение против своих врагов. Воины Константина нанесли знак «Хи-Ро» на свои щиты и лабарумы и одержали победу.
«Зал Константина» в Ватиканском дворце посвящён этому важнейшему событию христианской истории. Одну стену этого зала занимает фреска «Видение креста» (Apparizione della Croce), написанная учениками Рафаэля (1520—1524). На фреске изображено явление креста в небе, а в солнечных лучах надпись по-гречески: Ἐν τούτῳ νίκα. На других стенах зала также представлены сцены, связанные с этой историей: «Битва Константина с Максенцием», «Крещение Константина» и «Дар Рима».
Франческо дель Борго в 1460-х годах построил поблизости от моста эдикулу Сант-Андреа-а-Понте-Мильвио (Святого Андрея), позднее превращённую в ораторий. В 1805 году, в понтификат Папы Пия VII архитектор Джузеппе Валадье реконструировал крайние арки моста, устроив на них ступенчатые башни-павильоны с проездными арками (forretti). Реконструкцию моста проводили в 1850—1863 годах при Папе Пие IX. Были установлены большие статуи Св. Иоанна Непомука и Мадонны Иммакулаты (Непорочной) работы скульптора Доменико Пиджани. Скульптурную группу, изображающую Крещение Иисуса, созданную ранее Франческо Моки, перенесли в атриум Музея Рима в Палаццо Браски.

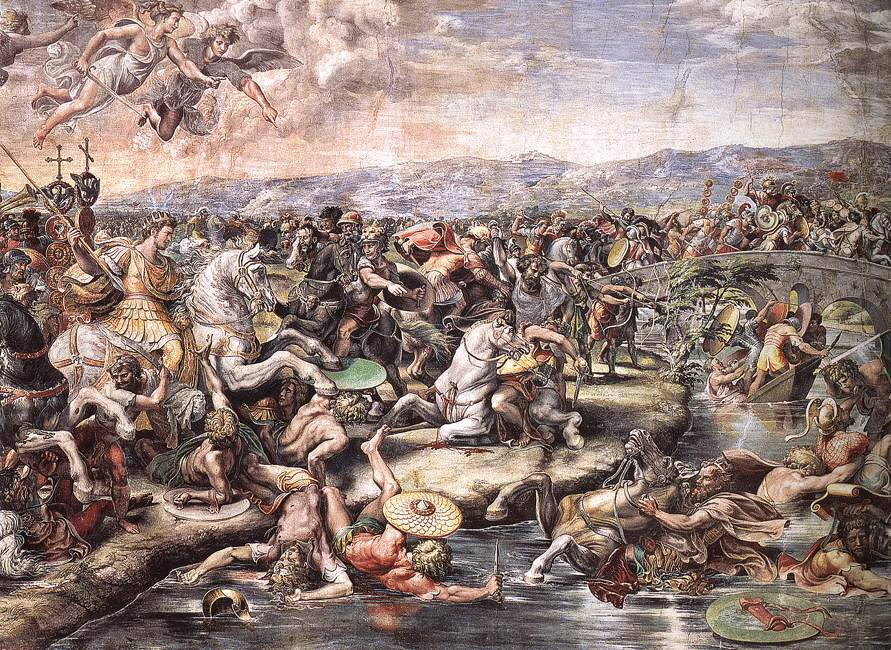
Дж. Романо с учениками Рафаэля. Битва Константина и Максенция у моста Мульвио. 1520—1524. Фреска «Зала Константина». Апостольский дворец, Ватикан
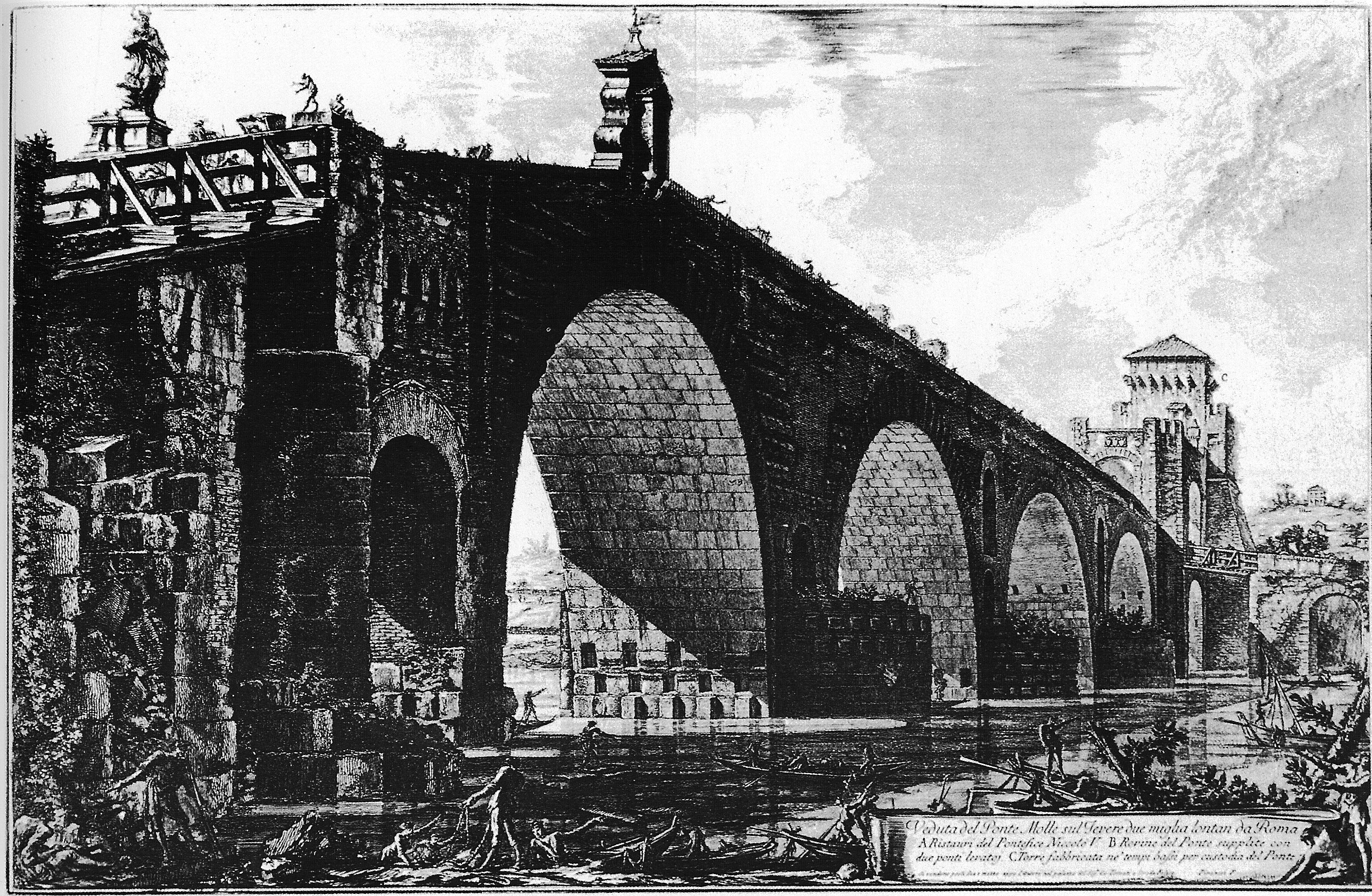
Дж. Б. Пиранези. Понте Молле. 1761—1763. Офорт
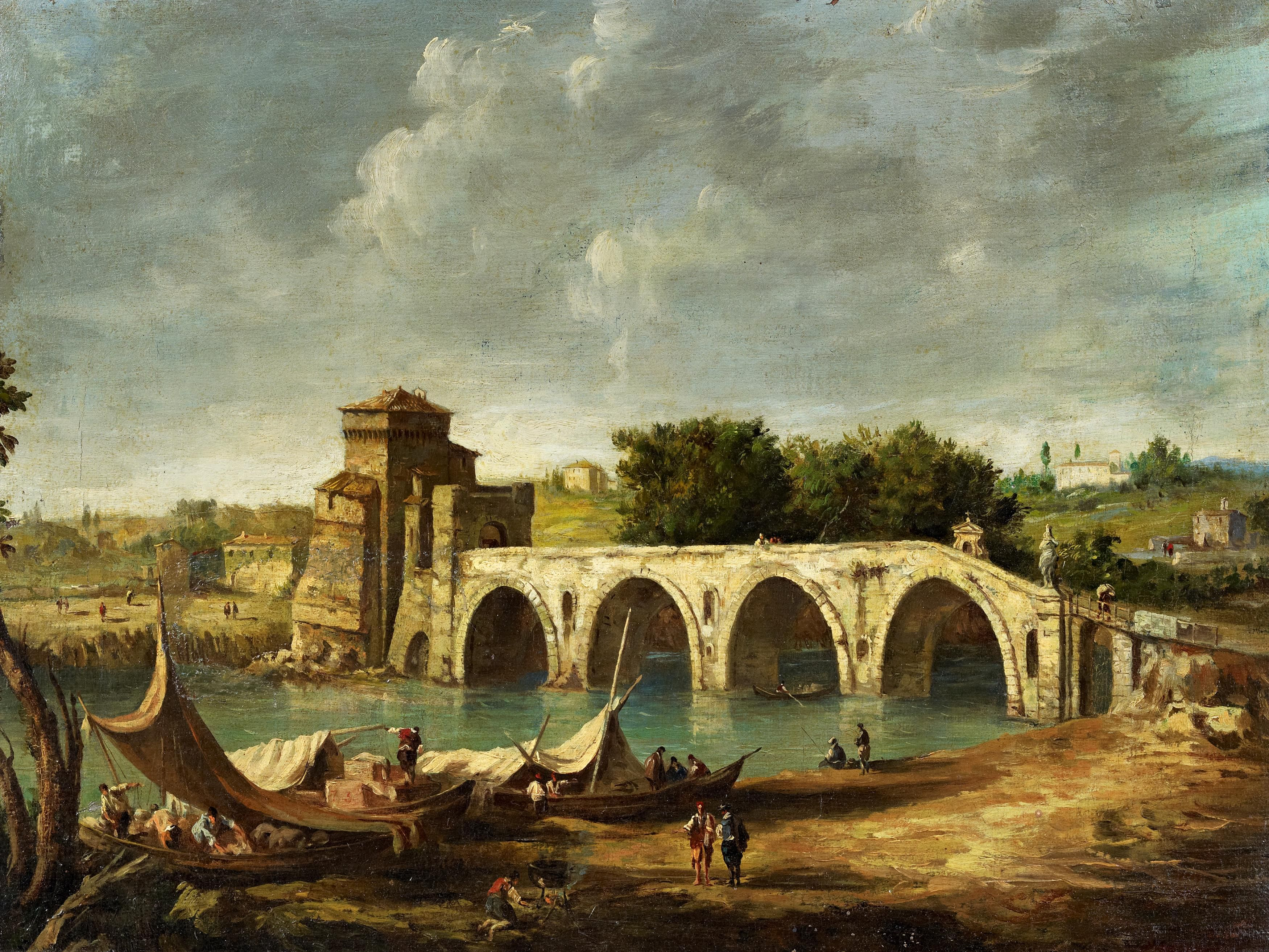
Вид Понте Мильвио с лодками и рыбаками. Картина неизвестного художника венецианской школы XVIII в. Холст, масло. Частное собрание
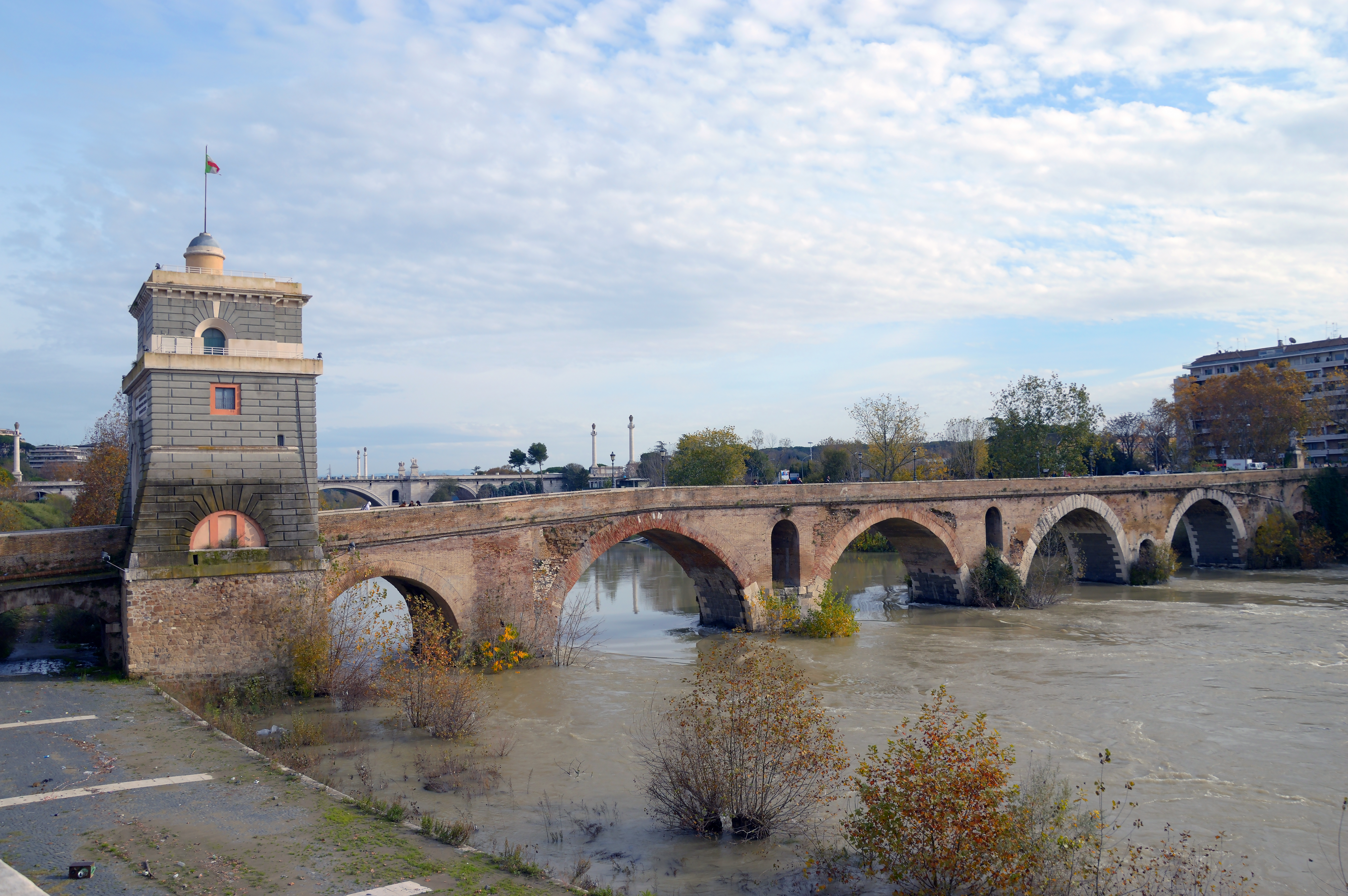
Мульвиев мост в Риме. Фотография 2014 г.
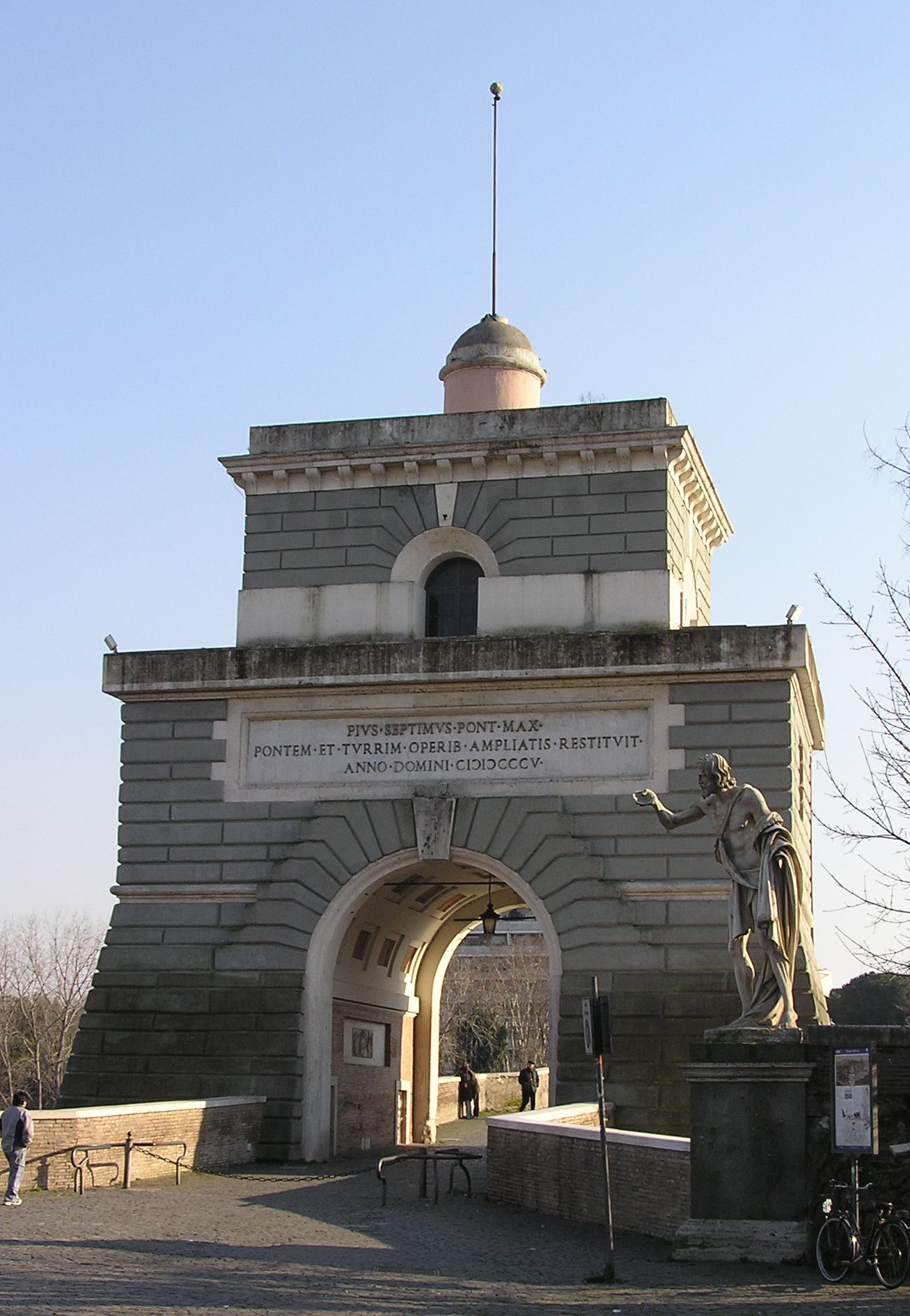
«Форретта». Павильон Мульвиева моста. 1805. Архитектор Дж. Валадье
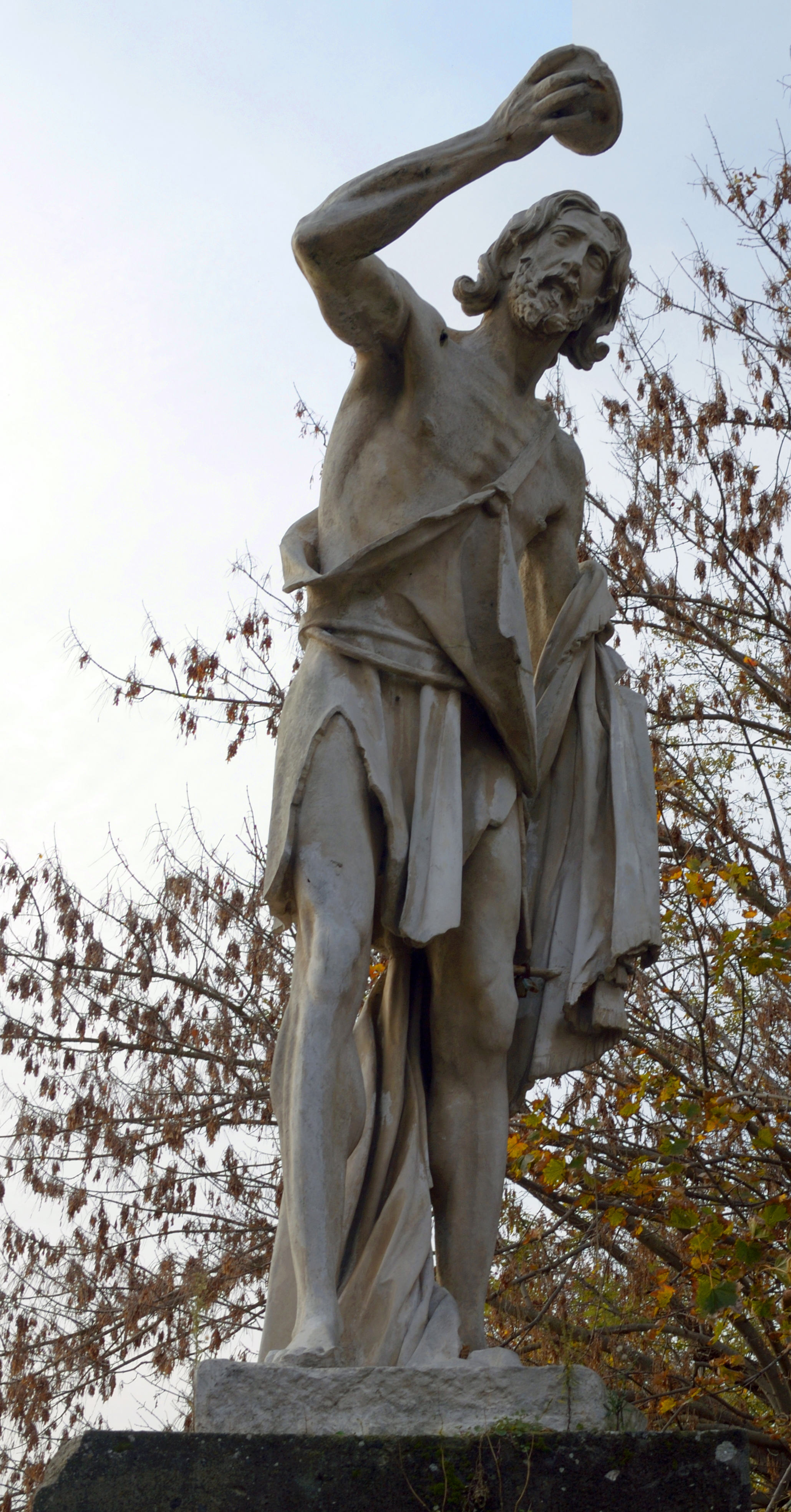
Иоанн Креститель. Фигура скульптурной группы «Крещение Иисуса». 1634. Скульптор Ф. Моки
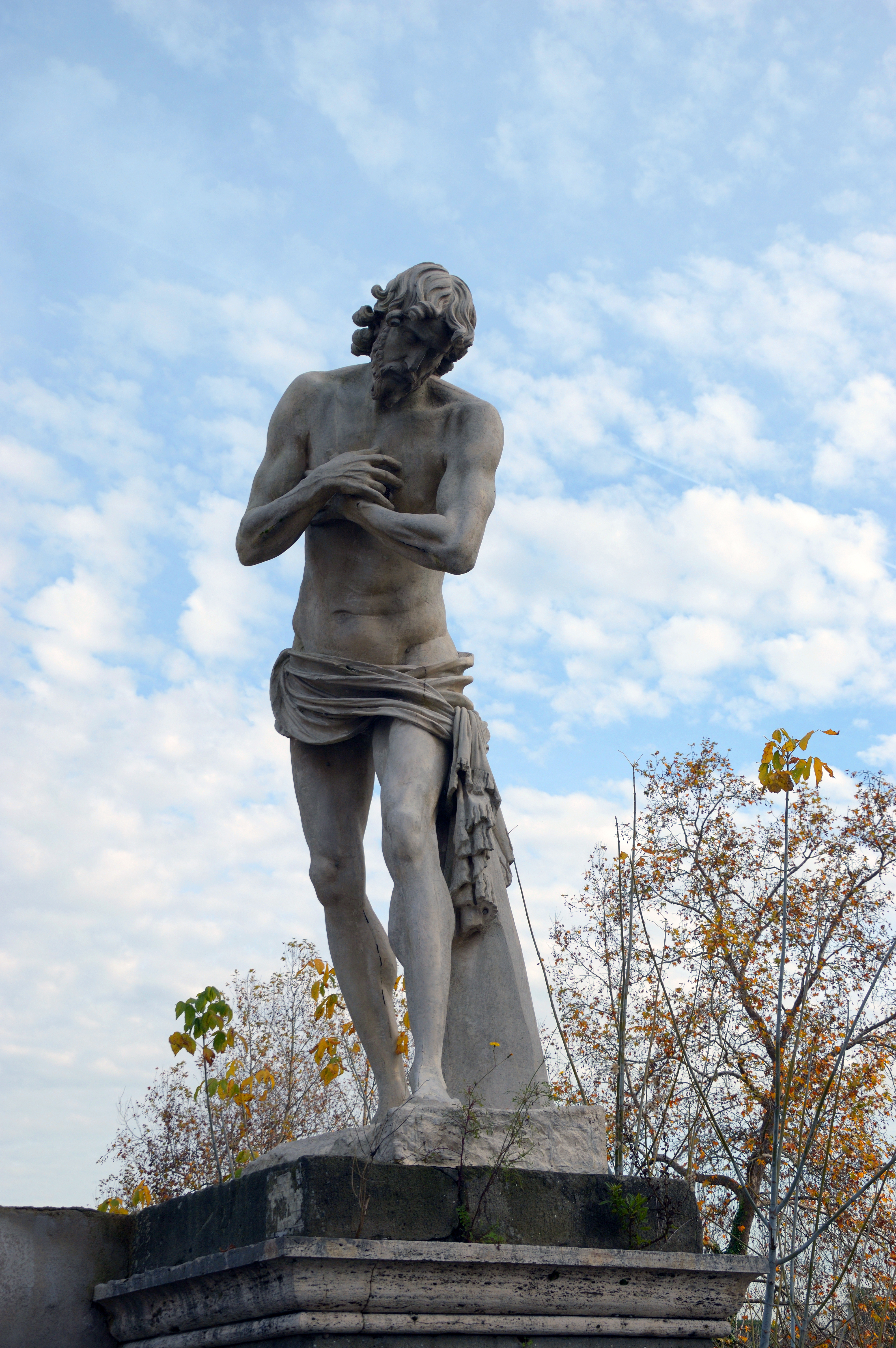
Статуя Иисуса. Фигура скульптурной группы «Крещение Иисуса». 1634. Скульптор Ф. Моки
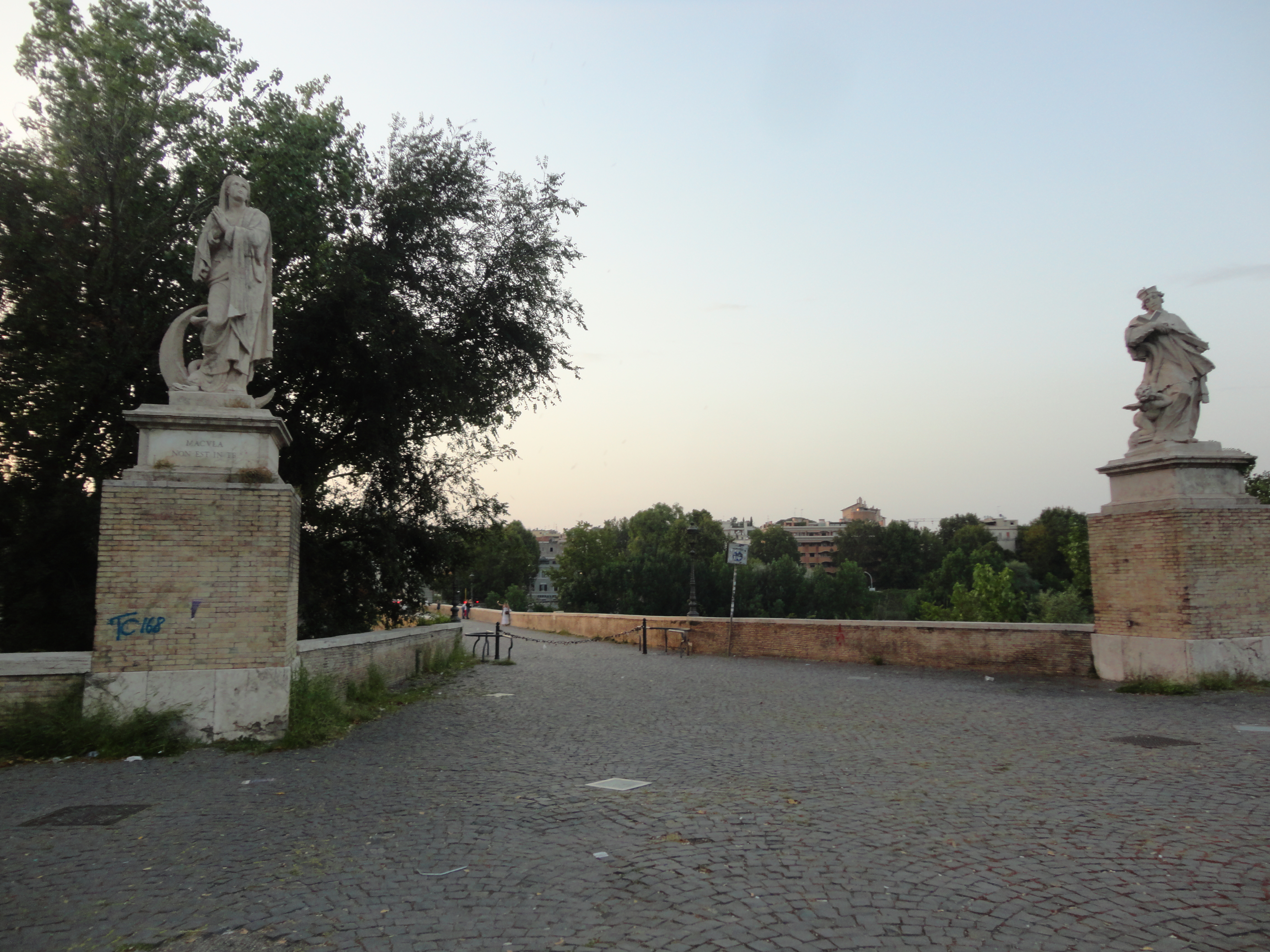
Статуи Мадонны Иммакулаты и  Св. Иоанна Непомука. 1850. Скульптор Д. Пиджани

## Мульвиев мост в наше время
До 1956 года Мульвиев мост функционировал как часть транспортной артерии Италии, но затем был объявлен памятником старины и теперь доступен только для пешеходов. Случались наводнения и другие природные катастрофы, однако по большей части мост остаётся таким, каким был во времена древних римлян. После публикации романа Федерико Моччиа «Три метра над небом» (1992) Мульвиев мост превратился в римский «мост влюблённых», где молодожёны приковывают к фонарному столбу т. н. «замки любви».